# J. & L. Lobmeyr

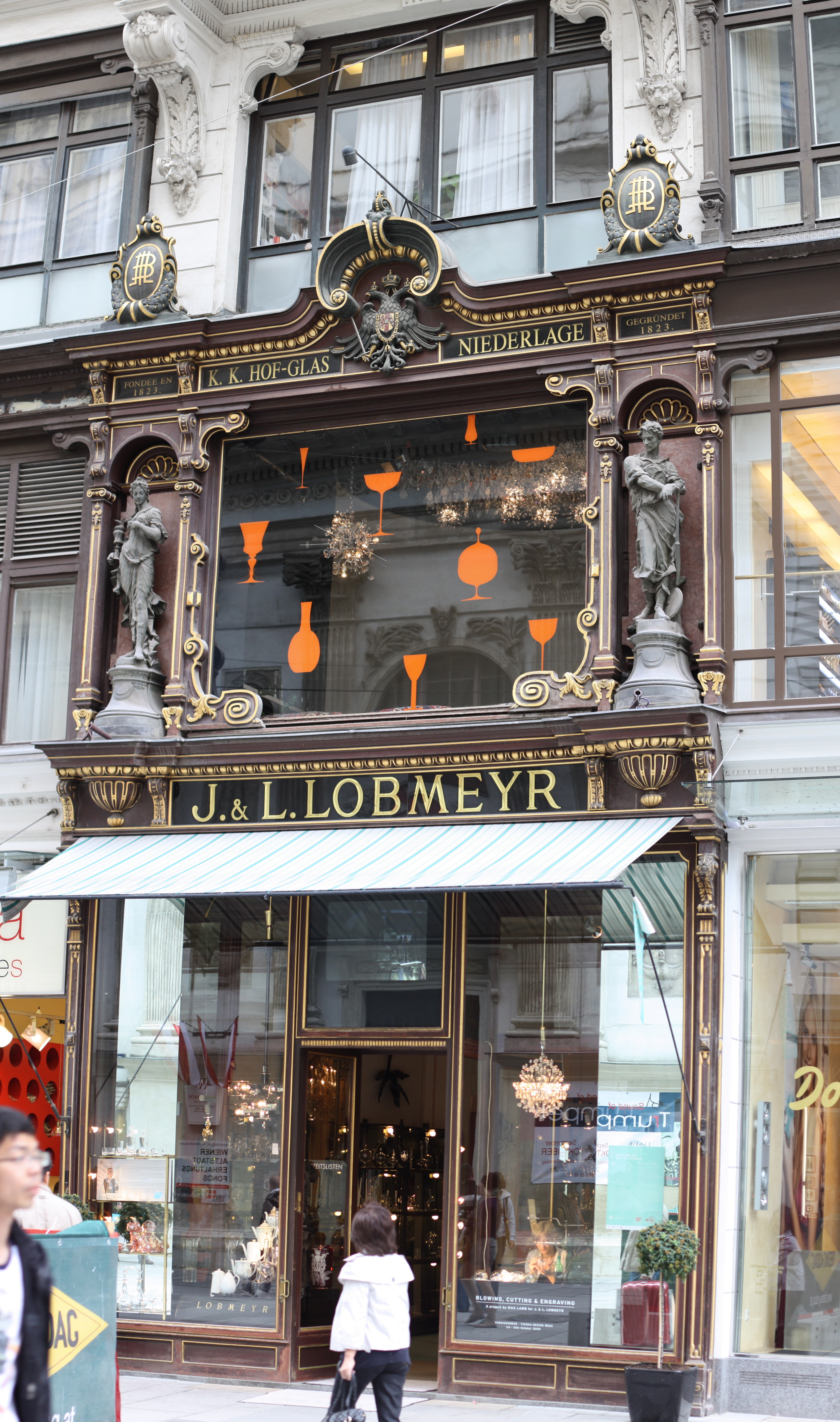
J. & L. Lobmeyr Geschäft an der Kärntner Straße in Wien

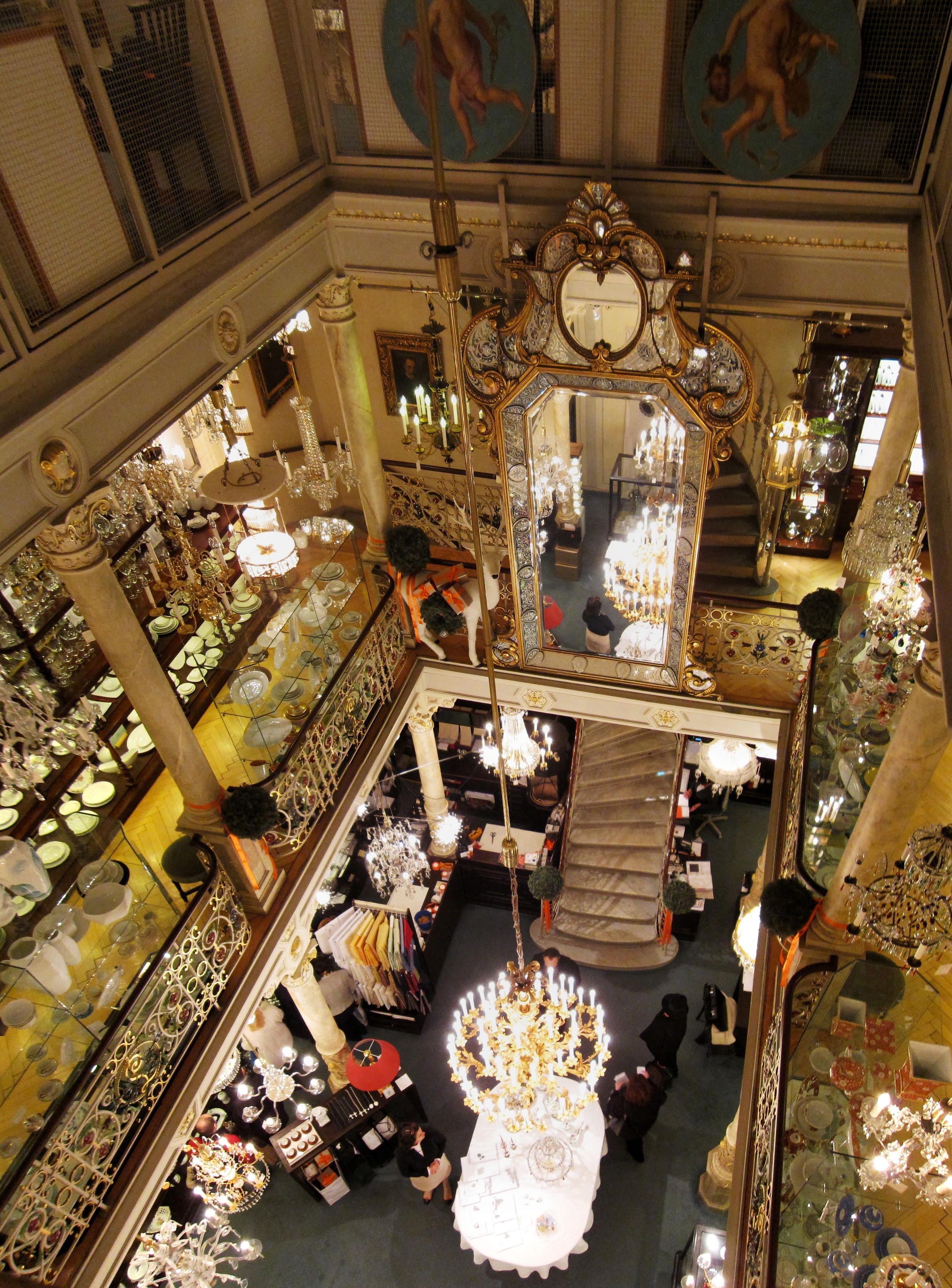
Innenansicht vom J. & L. Lobmeyr

Katalog Weltausstellung 1873 in Wien

J. & L. Lobmeyr ist ein Wiener Handelshaus für Glaswaren. Das Stammhaus in der Wiener Kärntner Straße 26 ist heute noch in Familienbesitz und eine Verkaufsstelle für hochwertiges Kristallglas.

## Geschichte

Ludwig Lobmeyr (1829–1917)

1823 gründete Josef Lobmeyr (* 17. März 1792 in Grieskirchen; † 8. Mai 1855 in Wien) in Wien ein Handelshaus für Glaswaren, das in zweiter Generation unter seinen Kindern Josef, Ludwig, Louise und Mathilde unter der Firma „J. & L. Lobmeyr“ große Bekanntheit erlangte. 1855 übernahmen die Brüder Josef und Ludwig von ihrem Vater die Firmenleitung; Josef wurde kaufmännischer Direktor, während Ludwig für das künstlerische Programm verantwortlich zeichnete.
Ludwig Lobmeyr (* 2. August 1829 in Wien; † 25. März 1917 ebenda)  baute die Kontakte zu böhmischen Glashütten und Glasveredelungswerkstätten aus, die sein Vater bereits geknüpft hatte; er unterhielt mehrere Niederlassungen in der Region und verpflichtete Glasschneider und Graveure für sich. Ein Zentrum für die Rekrutierung von Künstlern war Steinschönau und Umland.
Ludwig arbeitete auch eng mit dem böhmischen Glasfabrikanten Wilhelm Kralik von Meyrswalden zusammen, dem Ehemann seiner Schwester Louise. Viele seiner Entwürfe für Gläser ließ er in der Firma seines Schwagers Meyr’s Neffe in Adolf bei Winterberg (Vimperk) fertigen.
Unter Ludwigs Leitung wurde die Firma J. &. L. Lobmeyr 1860 Hofglaswarenhändler. Sie lieferte Kristall-Lüster für die Hofburg, für das Schloss Schönbrunn und die bayrischen Königsschlösser. Ludwig, selbst ein begeisterter Kunstmäzen und Sammler, kannte auch Künstler und Wissenschaftler außerhalb der Glasherstellung, wie Theophil von Hansen oder Josef Hoffmann. Im Jahr 1882 stattete er in Zusammenarbeit mit Thomas Alva Edison die Redoutensäle mit den ersten elektrischen Lustern der Welt aus. Er wurde 1887 von Kaiser Franz Joseph I. in das Herrenhaus (Oberhaus des Parlaments) berufen und 1889 Ehrenbürger der Stadt Wien. Das Angebot, um den Adelsstand anzusuchen, schlug er aus.
Lobmeyr war auch Hoflieferant für den bayerischen, serbischen, griechischen und bulgarischen Hof. Beliefert wurde bereits früher der König von Belgien, der Herzog von Brabant und der Graf von Flandern.
Als Ludwig 1917 kinderlos verstarb, vererbte er die Firma an Stefan Rath (1876–1960), den Sohn seiner Schwester Mathilde. 1907 wurde eine weitere Filiale in Karlsbad eröffnet. Ein sehr großes Service wurde für den Thronfolger Franz Ferdinand hergestellt, der sich die Motive zuvor im k.k. Österreichisches Museum für Kunst und Industrie ausgesucht hatte.
Den Zweiten Weltkrieg überlebte das Unternehmen, in der Nachkriegszeit konnten Aufträge für die Luster und Leuchter in der Wiener Staatsoper, das Theater in Luxemburg, der Metropolitan Opera in New York, John F. Kennedy Center for the Performing Arts in Washington DC und den Kreml in Moskau die Geschäfte am Laufen halten. Lobmeyr führte auch Aufträge aus für den saudischen Königshof und den Sultan von Brunei.
Stefan Rath schrieb 1962 eine Geschichte seiner Familie und der Firma. J. & L. Lobmeyr ist bis heute (Jahr 2005) im Besitz von dessen Nachkommen.
Im Jahr 1927 wurde in Wien-Ottakring (16. Bezirk) die Lobmeyrgasse nach Ludwig Lobmeyr benannt.

## Lobmeyr-Glas
Ihre große Zeit hatte die Firma J. & L. Lobmeyr im Historismus. Stets hat Ludwig sich für eine Revitalisierung der Traditionen im altdeutschen Stil eingesetzt. Schlesische Deckelhumpen mit Reichsadler und anderen typischen Dekoren des 17. Jahrhunderts – zum Teil mit Pseudo-Datierungen – waren im 19. Jahrhundert sehr beliebt. Andere Schwerpunkte für Lobmeyr-Glaswaren in der zweiten Hälfte des 19. Jahrhunderts waren Gläser und Becher mit Emailmalerei und Goldkonturierungen sowie farbige Gläser, Schalen und Kannen mit fein elaborierten Email-Netzornamenten in Gold und Weiß.
Glaswaren im islamischen Stil spielten ebenfalls in dieser Zeit eine Rolle, als die Einrichtung „Arabischer Zimmer“ in Adels- und großbürgerlichen Kreisen beliebt war. Auch das Österreichische Museum für Kunst und Industrie (seit 1947: Österreichisches Museum für angewandte Kunst) hatte einmal so ein arabisches Zimmer (Architekten: Johann Machytka und Franz Schmoranz), das 1928 magaziniert wurde. Ludwig hat diese Architekten gekannt und ließ sich die Entwürfe zu feinen Gold- und Emaildekoren in orientalisierenden Formen liefern.
Auch Dekore in Schwarzlotmalerei waren ein Schwerpunkt der Firma J. & L. Lobmeyr. Ein bedeutender Künstler dieser Technik, der anfangs für Ludwig arbeitete, war Josef Lenhardt, der später in Steinschönau in eigenem Namen signierte. Altdeutsche oder antikisierende Bildmotive dienten als Grundlage für komplette Serien (zum Beispiel die „Meergötter-Serie“).
Auch nach dem Tod von Ludwig rekrutierte die Firma J. & L. Lobmeyr unter Stefan Rath nach wie vor bis zum Zweiten Weltkrieg ihre Glaskünstler aus Böhmen. Aus Steinschönau gewann sie den ältesten der Brüder Eiselt für sich. Begabte Graveure in Böhmen bevorzugten es jedoch im 20. Jahrhundert, im eigenen Namen zu zeichnen, zudem traten neue Manufakturen wie Johann Loetz Witwe und zahlreiche Glasfachschulen auf den Plan.
Im Jahre 1929 entwarf der Wiener Architekt und Gestalter Adolf Loos für die Firma Lobmeyr ein 12-teiliges Barset einschließlich Karaffe, welches noch heute hergestellt und von Lobmeyr verkauft wird. Im Jahre 2009 hat der österreichische Künstler Mathias Poledna einen abstrahierenden Film über diese Kollektion gedreht.
Das heutige Repertoire der Firma reicht von hochwertigem Gebrauchsglas über Sonderanfertigungen und Sammlerstücke bis zu Antiquitäten mit Lobmeyr-Signet. Es werden auch Spiegel im historischen Stil sowie in modernen Ausfertigungen sowie Lüster in verschiedensten Formen und Stilen erzeugt und vertrieben. Die bekanntesten sind wahrscheinlich jene der New Yorker Metropolitan Opera.

## Lobmeyr-Signet
Das charakteristische Signet der Firma Lobmeyr wird ab 1865 durchgängig verwendet, ist meist auf der Unterseite der Glasobjekte zart eingraviert und weist damit eindeutig die Provenienz nach.
Es handelt sich um netzförmig ineinander verschlungenen Buchstaben J (Josef), L und L (Ludwig / Lobmeyr) und W (Wien). Sieht man nicht genau hin, ist eine Verwechslung mit dem nach gleichem Muster aufgebauten Signet für Meyr’s Neffe (die ineinander verschachtelten Buchstaben M und N) leicht möglich. Beide Firmen arbeiteten eng zusammen (s. o.).

## Lobmeyr-Sammlungen

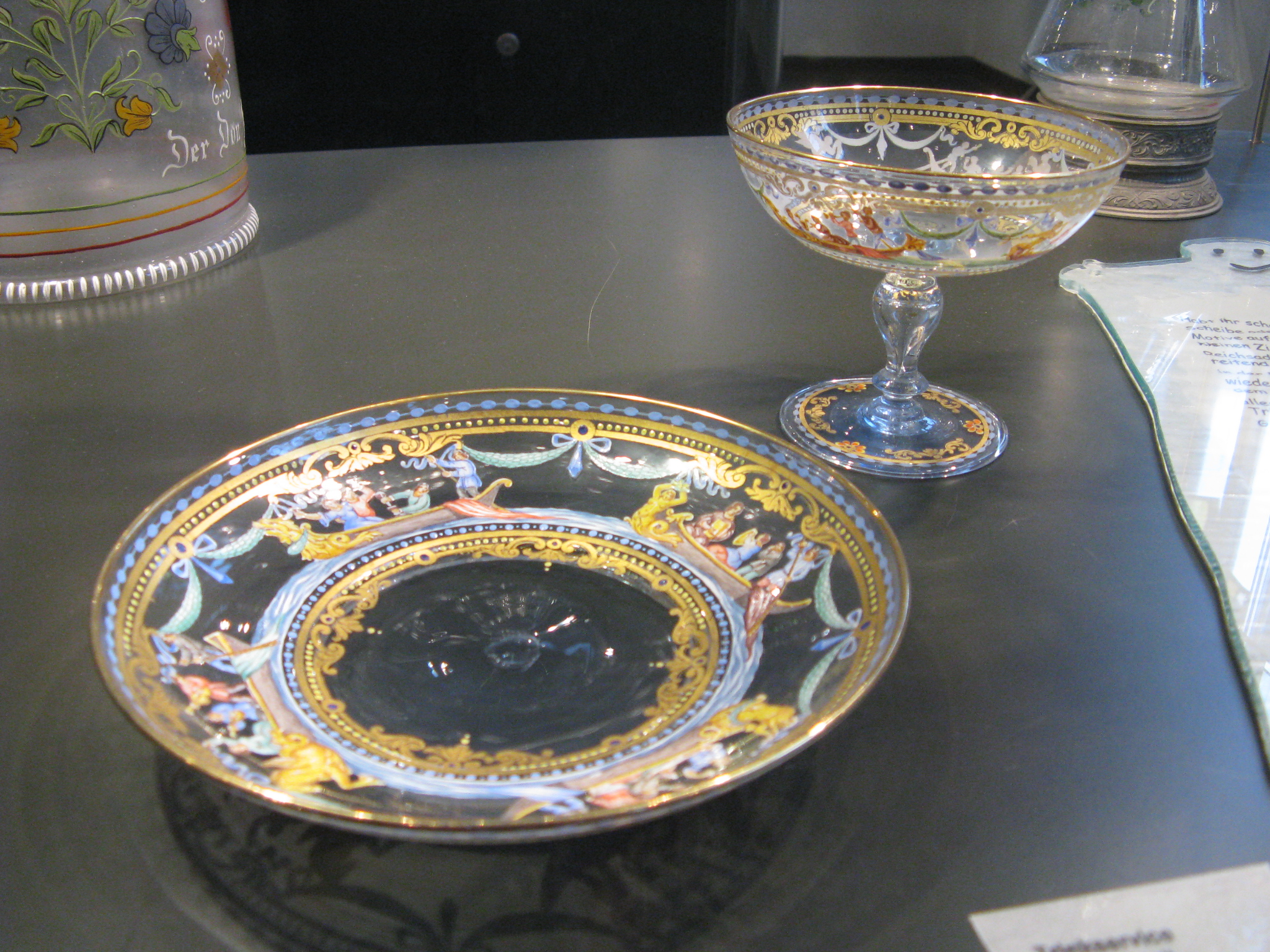
Emailbemaltes Trinkservice, um 1880 (Glasmuseum Wertheim)

Die Firma Lobmeyr selbst hat ein eigenes Museum in den oberen Schauräumen ihres Verkaufslokals eingerichtet. Lobmeyr-Glas ist aber auch in zahlreichen Museen zu besichtigen. Wichtige Bestände zeigen u. a. das Österreichische Museum für angewandte Kunst in Wien sowie das Passauer Glasmuseum. Auf weltweiten Glas-Auktionen erzielen die besten Stücke heute Preise in fünfstelliger Höhe.